# ソリタリー・マン
『ソリタリー・マン』（Solitary Man）は2009年のアメリカ合衆国のコメディドラマ映画。監督はブライアン・コッペルマンとデヴィッド・レヴィーン、出演はマイケル・ダグラスとスーザン・サランドンなど。かつての栄光を取り戻そうとあがく男が、恋人の娘と関係を持ってしまったことから手ひどいしっぺ返しを食らう姿を描いている。
2009年9月のトロント国際映画祭で初上映された。第15回サテライト賞においてマイケル・ダグラスが主演男優賞（ドラマ映画）にノミネートされた（受賞はならず）。

## ストーリー
ニューヨークを舞台に、かつてはカーディーラーとして大成功していたが今は落ちぶれた初老の男が、現在の恋人の父親である大手自動車メーカー役員のコネを利用して再起をはかろうとするものの、生来の女好きが災いし、恋人や家族からも見放されて全てを失ってしまう姿をコミカルに描く。全てを失った上、元恋人の差し金で暴行を受けて大怪我をした主人公を元妻が迎えに来るが、彼女について行くか否かを曖昧にしたまま物語は終了する。

## キャスト
ベン・カルメン
演 - マイケル・ダグラス、声 - 石原辰己
かつての伝説的カーディーラー。もうじき60歳。詐欺罪で罰金刑を受けたことがある。無類の女好きで、恋人の娘や孫の同級生の母親にまで手を出し、仕事も家族も失うが、決してめげることもなければ反省もしない。6年以上前に心臓に異常が見られると診断されたことをきっかけに、真面目に生きるだけの人生を捨てて好き勝手に生きると決めたことを迎えに来た元妻に語る。
ナンシー・カルメン
演 - スーザン・サランドン、声 - 山口詩史
ベンの元妻。離婚後、不動産売買の仕事で成功している。暴行を受けて大怪我をしたベンを迎えにやって来るが、ついて来るか否かの選択はベンに任せる。
ジミー・メリノ - ダニー・デヴィート
ベンの学生時代の友人。父親から継いだ学生街の小さな食堂を経営している。成功した友人ベンを自慢に思い、35年ぶりに再会したベンを温かく受け入れる。全てを失ったベンの頼みに従い、自分の店でベンを店員として雇う。
ジョーダン・カーシュ
演 - メアリー＝ルイーズ・パーカー、声 - 志摩淳
ベンの現在の恋人。大手自動車メーカー役員の娘。ベンが娘アリソンと関係を持ったことを知り、ベンを自動車業界から完全に追い出す。更に、ベンが店員として働いているジミーの食堂がアリソンの通う大学に近いため、そこから追い出そうと、アリソンの父親である元夫に頼み、元警官を使ってベンに暴行を加えさせる。
スーザン・ポーター
演 - ジェナ・フィッシャー、声 - 柊城えり
ベンとナンシーの娘。堅実な夫ゲイリーと幼い息子スコットの3人で幸せに暮らしている。夫はベンを毛嫌いしているが息子はベンを強く慕っている。ベンに対しては、たとえ詐欺罪で逮捕されても、身勝手な女好きであっても、娘として慕い続けていたが、息子の同級生の母親で親友のキャロルとベンが関係を持ったことを知り、遂にベンと縁を切る。しかし、ベンが暴行を受けて大怪我を負った際には病院に駆けつけた。
アリソン・カーシュ
演 - イモージェン・プーツ、声 - 松井恵理子
ジョーダンの娘。大学進学を控えている18歳。ベンに誘われるままに関係を持つが、一時の遊びとして割り切る。しかし、しつこく迫るベンに嫌気がさし、母親にベンとの関係を話してしまう。
ダニエル・チェストン
演 - ジェシー・アイゼンバーグ、声 - 山田豊
ベンが卒業した大学の学生自治会副会長。冴えない青年だったが、ベンのアドバイスで恋人が出来る。
スティーヴ・ヘラー
演 - リチャード・シフ
ベンの取引相手で友人。ベンが詐欺罪で逮捕されたときも信用して取引を続けていたが、仕事に対して真面目だった以前とはすっかり変わってしまったベンと縁を切る。
エドワード・ギトルソン学部長
演 - ダグラス・マクグラス
ベンの母校でベンが図書館を寄付した大学の学部長。アリソンの入学に際してベンが口利きをする。

## 作品の評価
Rotten Tomatoesによれば、99件の評論のうち高評価は78%にあたる77件で、平均点は10点満点中6.8点、批評家の一致した見解は「際立って不愉快な主人公を中心に構成された『ソリタリー・マン』が成功するためには、主演の完璧な演技が必要だったが、マイケル・ダグラスはそれを実現している。」となっている。
Metacriticによれば、31件の評論のうち、高評価は25件、賛否混在は6件、低評価はなく、平均点は100点満点中69点となっている。